# قدرت‌های مرکزی
قدرت‌های مرکزی یکی از دو طرف درگیر در جنگ جهانی اول (‎۱۹۱۴–۱۸) شامل امپراتوری آلمان، امپراتوری اتریش-مجارستان، امپراتوری عثمانی و پادشاهی بلغارستان بودند.

تلفات قدرت‌های مرکز در جنگ جهانی اول

## کشورهای عضو
قدرت‌های مرکزی از ملل زیر تشکیل شده بودند:
- امپراتوری اتریش-مجارستان: در ۲۸ ژوئیه ۱۹۱۴ وارد جنگ شد.
- امپراتوری آلمان :۱ اوت ۱۹۱۴
- امپراتوری عثمانی: به‌طور غیررسمی ۲ اوت ۱۹۱۴؛ ۲۹ اکتبر ۱۹۱۴
- پادشاهی بلغارستان: ۱۴ اکتبر ۱۹۱۵

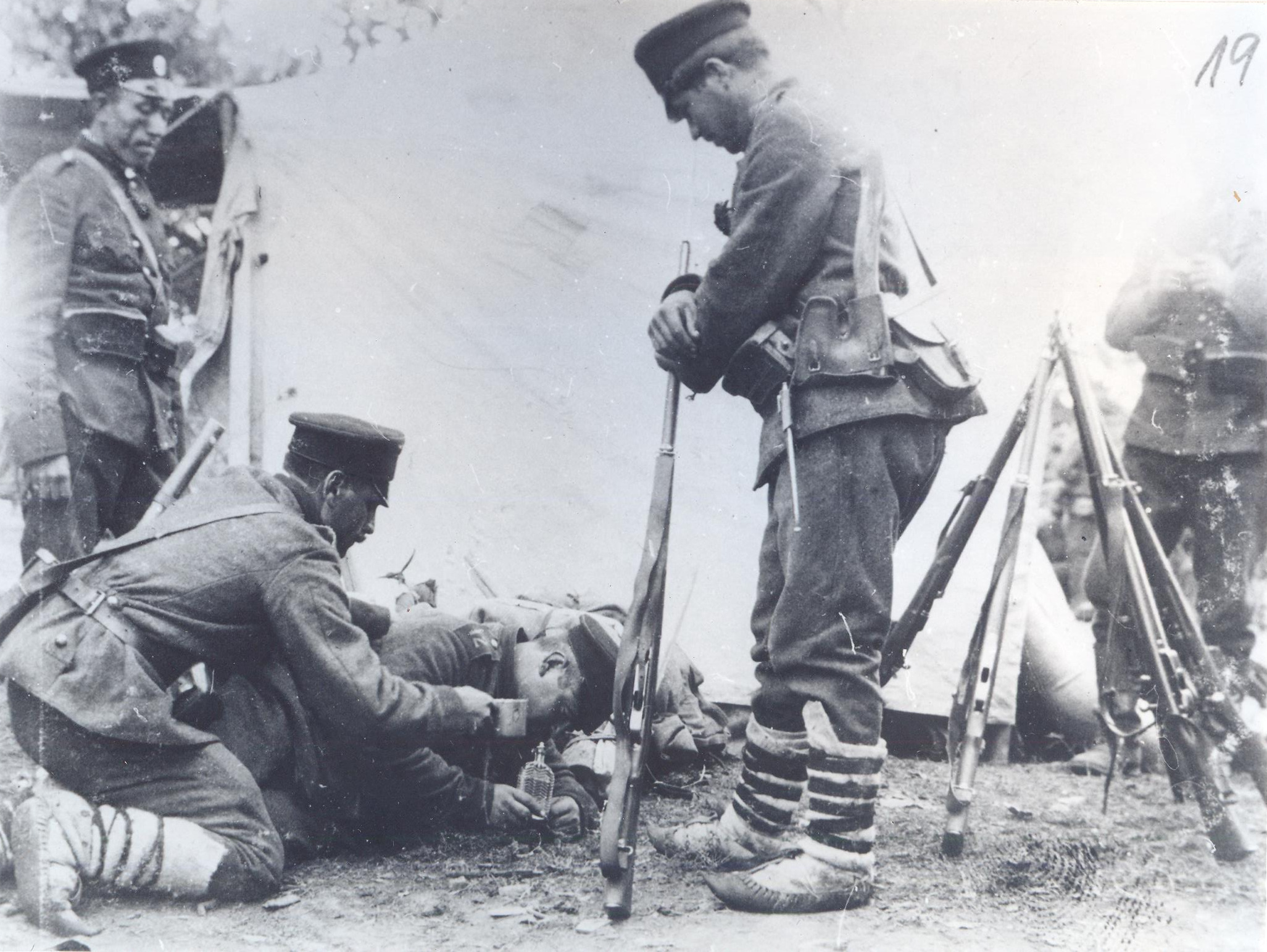
نیروهای پادشاهی بلغارستان

| کشور                                      | جمعیت                     | سرزمین                                          | تولید ناخالص داخلی                      |
| ----------------------------------------- | ------------------------- | ----------------------------------------------- | --------------------------------------- |
| امپراتوری آلمان (به همراه مستعمرات)، ۱۹۱۴ | ۶۷٫۰ میلیون (۷۷٫۷ میلیون) | ۰٫۵ میلیون کیلومترمربع (۳٫۵ میلیون کیلومترمربع) | ۲۴۴٫۳ میلیارد دلار (۲۵۰٫۷ میلیارد دلار) |
| امپراتوری اتریش-مجارستان، ۱۹۱۴            | ۵۰٫۶ میلیون               | ۰٫۶ میلیون کیلومترمربع                          | ۱۰۰٫۵ میلیارد دلار                      |
| امپراتوری عثمانی، ۱۹۱۴                    | ۲۳٫۰ میلیون               | ۱٫۸ میلیون کیلومترمربع                          | ۲۵٫۳ میلیارد دلار                       |
| پادشاهی بلغارستان، ۱۹۱۵                   | ۴٫۸ میلیون                | ۰٫۱ میلیون کیلومترمربع                          | ۷٫۴ میلیارد دلار                        |
| تمامی قدرت‌های مرکزی در ۱۹۱۴               | ۱۵۱٫۳ میلیون              | ۶٫۰ میلیون کیلومترمربع                          | ۳۷۶٫۶ میلیارد دلار                      |

|                          | تعداد سربازان | کشته شده در جنگ | زخمی      | ناپدید شده | تلفات کلی  | درصد تلفات |
| ------------------------ | ------------- | --------------- | --------- | ---------- | ---------- | ---------- |
| امپراتوری آلمان          | ۱۱٬۰۰۰٬۰۰۰    | ۱٬۸۰۸٬۵۴۶       | ۴٬۲۴۷٬۱۴۳ | ۱٬۱۵۲٬۸۰۰  | ۷٬۲۰۸٬۴۸۹  | ۶۶٪        |
| امپراتوری اتریش-مجارستان | ۷٬۸۰۰٬۰۰۰     | ۹۲۲٬۵۰۰         | ۳٬۶۲۰٬۰۰۰ | ۲٬۲۰۰٬۰۰۰  | ۶٬۷۴۲٬۵۰۰  | ۸۶٪        |
| امپراتوری عثمانی         | ۲٬۸۵۰٬۰۰۰     | ۳۲۵٬۰۰۰         | ۴۰۰٬۰۰۰   | ۲۵۰٬۰۰۰    | ۹۷۵٬۰۰۰    | ۳۴٪        |
| پادشاهی بلغارستان        | ۱٬۲۰۰٬۰۰۰     | ۷۵٬۸۴۴          | ۱۵۳٬۳۹۰   | ۲۷٬۰۲۹     | ۲۵۵٬۲۶۳    | ۲۱٪        |
| مجموع قدرت‌های مرکز       | ۲۲٬۸۵۰٬۰۰۰    | ۳٬۱۳۱٬۸۹۰       | ۸٬۴۱۹٬۵۳۳ | ۳٬۶۲۹٬۸۲۹  | ۱۵٬۱۸۱٬۲۵۲ | ۶۶٪        |

## رهبران

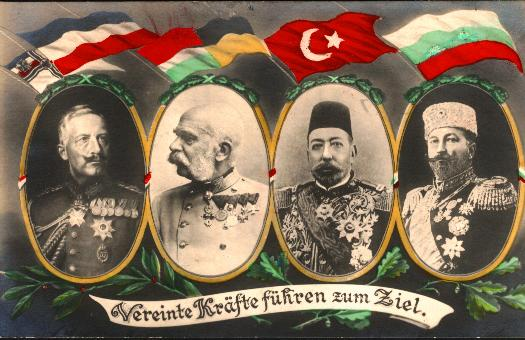
رهبران ۴ قدرت مرکز

### اتریش-مجارستان
- فرانتس یوزف یکم: امپراتور اتریش-مجارستان
- کارل یکم: امپراتور اتریش-مجارستان
- لئوپولد برشتولد: وزیر خارجه
- ایشتوان تیسا: نخست‌وزیر مجارستان
- فرانتس کنراد فن هتسندورف: رئیس ستاد ارتش اتریش-مجارستان
- آرتور آرتس فون استراسنبرگ: رئیس ستاد کل اتریش-مجارستان
- آنتون هاوس: فرمانده کل نیروی دریایی اتریش-مجارستان
- ماکسیمیلیان نیِگوان: فرمانده کل نیروی دریایی اتریش-مجارستان

### امپراتوری آلمان
- ویلهلم دوم: امپراتور المان
- تئوبالد فن بتمان-هولوگ: صدر اعظم امپراتوری آلمان
- هلموت فون مولتکه: رئیس ستاد ارتش آلمان تا ۱۴ سپتامبر ۱۹۱۴
- اریش فون فالکنهاین: رئیس ستاد ارتش آلمان تا ۲۹ اوت ۱۹۱۶
- پاول فون هیندنبورگ: رئیس ستاد ارتش آلمان تا سوم ژوئیه ۱۹۱۹
- آدمیرال فون تیرپیتز: دریاسالار نیروی دریایی آلمان
- رینهارد شیر: فرمانده نیروهای دریایی امپراتوری آلمان
- اریش لودن‌دورف: معاون ریاست ستاد ارتش آلمان
- ویلهلم سوچون: مستشار نیروی دریایی آلمان به عثمانی
- اوتو لیمان فون ساندرز: مستشار نظامی آلمان به عثمانی
- پاول فن لتف-فربک: فرمانده عملیات آفریقای شرقی آلمان
- هرمان فون فرانسوا: ژنرال ارتش آلمان

### امپراتوری عثمانی
- محمد پنجم: سلطان امپراتوری عثمانی
- محمد ششم: سلطان امپراتوری عثمانی
- سعید حلیم پاشا: وزیر اعظم عثمانی
- اسماعیل انور: فرمانده کل ارتش عثمانی
- فریتس بونزارت فون شلندورف: ژنرال ارشد ارتش عثمانی
- مصطفی کمال آتاتورک: فرمانده لشکر دوم
- جمال پاشا: فرمانده لشکر چهارم سوریه، وزیر نیروی دریایی
- فوزی پاشا: فرمانده لشکر هفتم فلسطین، II. Caucasian Corps

### بلغارستان
- فردیناند اول: تزار بلغارستان
- واسیل رادوسلاووف: نخست‌وزیر بلغارستان
- نیکولا ژکوف: فرمانده کل ارتش بلغارستان
- گئورگی تودوروف: فرمانده لشکر دوم، معاون فرمانده کل قوا
- کنستانتین ژوستوف: رئیس ستاد کل بلغارستان
- ولادیمیر وازوف: سرلشکر بلغارستان